# Psettina gigantea
Psettina gigantea és un peix teleosti de la família dels bòtids i de l'ordre dels pleuronectiformes.

## Morfologia
Pot arribar als 13 cm de llargària total.

## Distribució geogràfica
Es troba des de les costes del Japó fins al Mar de la Xina Meridional. També a Austràlia, sud d'Indonèsia i Filipines.